# Liste des routes régionales de la Slovénie
Cet article présente la liste des routes régionales slovènes (en slovène : regionalne ceste, singulier : regionalna cesta).

## Liste

### Routes régionales de1reclasse
| Numéro                     | Parcours | Longueur | Notes |
| -------------------------- | --- | -------- | --- |
|                            | Autriche (B 109) - Podkoren - Kranjska Gora - Mojstrana - Dovje - Hrušica E 61 | 24,9 km  | |
|                            | Italie (SS 54) - Podkoren | 4,3 km   | |
|                            | Italie (SS 54) - - Bovec - Žaga - Kobarid | 38,2 km  | |
|                            | Šempeter pri Gorici - Volcja Draga (en) - Dornberk - Branik - Štanjel - Kobdilj - Dutovlje - Sežana | 37,1 km  | |
|                            | Divača - Lokev - Italie (SP 10) | 8,7 km   | |
|                            | Kranjska Gora - Trenta - Bovec | 43,6 km  | |
|                            | Godovic (en) - Col (en) - Ajdovščina | 25,2 km  | |
|                            | Stepani - Crni Kal - Kortine - Predloka - (vers Rižana) - Gracišce (en) - Socerga (en) - Croatie (D 201) | 21,1 km  | |
| Rižana - (vers la Croatie) | | 21,1 km  | |
|                            | Lesce (en) E 61 - Bled - Bitnje (en) - Bohinjska Bistrica - Lac de Bohinj | 30,1 km  | |
|                            | Autriche (B 82) - Kranj - Škofja Loka - Gorenja Vas - Trebija - Cerkno - Straža | 95,1 km  | |
| Škofja Loka -              | | 95,1 km  | |
|                            | Kranj - Medvode - Ljubljana E 61 | 17 km    | |
|                            | Unec E 61 - Rakek - Podskrajnik - Cerknica - Bloška Polica - Nova Vas - Sodražica - Žlebic (en) | 40,8 km  | |
|                            | Bloška Polica - Stari trg pri Ložu - Pudob - Croatie (D 32) | 18,6 km  | |
|                            | Kočevje - Smuka (en) - Dvor (en) | 26,1 km  | |
|                            | Trebnje - Mirna - Mokronog - Tržišce (en) - Boštanj | 36,3 km  | |
|                            | Ivancna Gorica E 70 - Gabrovcec (en) - Fužina (en) - Žužemberk - Dvor (en) - Soteska (en) - Podturn pri Dolenjskih Toplicah (en) - Semic - Rucetna vas (en) - Črnomelj                                              | 59,7 km  | |
|                            | Livold (en) - Brezovica pri Predgradu (en) - Doblice (en) - Kanižarica | 36,2 km  | |
|                            | Metlika - Črnomelj - Kanižarica - Vinica (en) - Croatie | 33,9 km  | |
|                            | Slovenska Bistrica - Poljčane - Podplat (en) Mestinje (en) - Imeno (en) - Golobinjek ob Sotli (en) - Prelasko (en) - Bistrica ob Sotli - Bizeljsko (en) - Brežice - Catež ob Savi (en) E 70                         | 68,5 km  | |
|                            | Krško - Brežice | 12,7 km  | |
|                            | Trojane E 57 - Izlake (en) - Zagorje ob Savi - Trbovlje - Hrastnik - Rimske Toplice (en) | 40,3 km  | |
|                            | Zagorje ob Savi - Šklendrovec (en) | 1,9 km   | |
|                            | Trbovlje - | 1,2 km   | |
|                            | Hrastnik - Podkraj (en) | 1,5 km   | |
|                            | Mengeš - Šmarca (en) - Kamnik - Stahovica (en) - Podlom (en) - Gornji Grad - Radmirje (en) - Rečica ob Savinji - Prihova (en) - Mozirje - Letuš (en) - Male Braslovce (en) - Parižlje (en) - E 57 - Šentrupert (en) | 65,9 km  | |
|                            | Autriche - Poljana (en) - Prevalje - Ravne na Koroškem - Otiški Vrh (en) |          | Déclassée et reclassée en route nationale en 2007. |
|                            | Ravne na Koroškem - Slovenj Gradec | 14,8 km  | |
|                            | Spuhlja (en) - Zavrc - Croatie (D 2) | 13,9 km  | |
|                            | Ptuj - Janežovci (en) - Janežovski Vrh - Gomilci (en) - Zgornja Senarska (en) E 653 | 20,1 km  | |
|                            | Autriche (B 69) - Gornja Radgona - Radenci - Vucja Vas (en) E 653 - Boreci (en) - Ljutomer - Ormož - Croatie | 45,5 km  | De 1998 à 2003 : entre Radenci et Ormož. De 2003 à 2009, entre Vucja Vas (en) (A5) et Ormož. La section de l'Autriche à Gornja Radgona était numérotée jusqu'en 2009,. La section de Gornja Radgona à Radenci était numérotée jusqu'en 2009,. La section de Radenci à Vucja Vas (A5) était numérotée de 2003 à 2009,. |
|                            | Croatie - Razkrižje - Strocja vas (en) - Ljutomer | 9,3 km   | |
|                            | Hongrie - Gornji Petrovci - Nemcavci (en) - Murska Sobota - Lipovci (en) E 653 | 35,7 km  | De 1998 à 2002 : entre la Hongrie et Murska Sobota. La section entre Murska Sobota et Lipovci (en) (A5) était numérotée jusqu'en 2002,. |
|                            | |          | |
|                            | Dramlje (en) E 57 - Dole (en) - Šentjur | 6,2 km   | Classée en 2002. |
|                            | Radenci - Petanjci (en) - - E 653 | 12,4 km  | Classée en 2003. Anciennement numérotée . |

### Routes régionales de2eclasse
| Numéro | Parcours | Longueur | Notes |
| ------ | --- | -------- | --- |
|        | Žaga - Italie (SR 646) | 7,4 km   | |
|        | Solkan - Dobrovo - Neblo (en) - Italie | 20 km    | |
|        | Baca pri Modreju (en) - Petrovo Brdo (en) - Železniki - Škofja Loka | 60,2 km  | |
|        | Podgrad (en) - Harije (en) - Ilirska Bistrica - Pivka | 27,9 km  | |
|        | Divača - Ribnica (en) | 17,5 km  | |
|        | Dekani (en) - Spodnje Škofije (en) - Ankaran - Italie (SP 14) | 9,3 km   | |
|        | Gorenja Vas - Vrhnika | 28,8 km  | |
|        | Logatec - Žiri - Trebija | 28,7 km  | |
|        | Ljubljana E 70 - Brezovica pri Ljubljani - Vrhnika - Logatec Kalce (en) - Postojna - Razdrto E 61 - Senožece (en) - Divača - Kozina - Kortine - Rižana - Dekani (en)              | 101,6 km | De 1998 à 2005 : entre Ljubljana et Kozina. La section entre Kozina et Dekani (en) était numérotée jusqu'en 2005,. |
|        | Bistrica pri Tržicu (en) E 652 - Kranj | 16,2 km  | |
|        | Kranj E 61 - Naklo E 61 - Podbrezje (en) - Gobovce (en) - Crnivec (en) E 61 | 14,6 km  | |
|        | Polica (en) - Kranj | 5 km     | |
|        | Medvode - Vodice E 61 - Moste (en) - Šmarca (en) | 17 km    | |
|        | Kamnik - Locica pri Vranskem (en) | 28,3 km  | |
|        | Želodnik (en) - Krtina (en) E 57 - Moravce - Izlake (en) | 26,2 km  | |
|        | Litija - Šmartno pri Litiji - Grm (en) - Bic (en) | 21,4 km  | |
|        | Šmartno pri Litiji - - Mirna | 26,7 km  | |
|        | Mokronog - Zbure (en) - Škocjan - Dobruška Vas (en) E 70 - Šentjernej | 23,4 km  | De 1998 à 2009 : entre Mokronog et Dobruška Vas (en). La section de Dobruška Vas à Šentjernej était numérotée jusqu'en 2009,. |
|        | Soteska (en) - Straža - Vavta Vas (en) - Novo Mesto - Šentjernej - Catež ob Savi (en)                                                                                             | 53,2 km  | |
|        | Brežice - Dobova (en) - Rigonce (en) - Croatie (D 225) | 6,7 km   | |
|        | Rucetna vas (en) - Jugorje pri Metliki (en) | 13,1 km  | |
|        | Podsreda - Brestanica (en) - | 16,2 km  | |
|        | Šentjur - Crnolica (en) - Lesicno (en) - Kozje - Podsreda - Bistrica ob Sotli | 38,3 km  | |
|        | Boštanj - Sevnica - Crnolica (en) | 33,9 km  | |
|        | Poljana (en) - Mežica - Črna na Koroškem - Šoštanj - Velenje | 46 km    | |
|        | Velenje - Gorenje (en) - Recica ob Paki (en) - Letuš (en) | 11,9 km  | |
|        | Latkova Vas (en) - Trbovlje | 19,6 km  | |
|        | Radmirje (en) - Ljubno ob Savinji - Luče - Solcava - Autriche | 33,4 km  | |
|        | Vojnik - Črnova | 12,6 km  | |
|        | Maribor - Spodnje Hoce (en) - E 57 E 59 - Slovenska Bistrica - Slovenske Konjice - Stranice - Vojnik - Arclin (en) - Celje E 57                                                   | 59,8 km  | |
|        | Gornji Dolic (en) - Vitanje - Stranice | 18,6 km  | |
|        | Croatie (D 206) - Rogatec - Majšperk - Kidričevo - | 26,9 km  | |
|        | Zgornja Senarska (en) E 653 - Lenart - Trate (en) - Autriche | 22,1 km  | |
|        | Radlje ob Dravi - Autriche (B 76) | 6,2 km   | |
|        | Maribor - Ruše - Selnica ob Dravi | 12,3 km  | |
|        | Dolnja Pocehova (en) - Zgornja Kungota - Autriche | 13,4 km  | |
|        | Autriche (B 67) - Šentilj E 57 E 59 - Pesnica E 57 E 59 | 12,1 km  | |
|        | Šentilj - Trate (en) - Apace - Podgrad | 29 km    | |
|        | Hongrie - Kobilje - Dobrovnik - Renkovci (en) - Beltinci - Boreci (en) - Sveti Jurij ob Šcavnici - Cerkvenjak - E 653 - Zgornja Senarska (en) E 653                               | 56,3 km  | |
|        | Petanjci (en) - Gederovci (en) - Skakovci (en) - Cankova - Pertoca (en) - Rogašovci - Serdica (en) - Autriche (B 58)                                                              | 25,4 km  | |
|        | Murska Sobota - Gederovci (en) - Autriche | 10,9 km  | |
|        | Nemcavci (en) - Martjanci (en) - Dobrovnik - Dolga Vas | 24,1 km  | |
|        | Lipovci (en) E 653 - Beltinci - Odranci - Črenšovci - Hotiza (en) - Lendava E 653 - Hongrie                                                                                       | 31,8 km  | De 1998 à 2009 : entre Lendava et la Hongrie. La section entre Lipovci (en) (A5) et Lendava était numérotée jusqu'en 2009,. |
|        | Razdrto - Podnanos (en) - Vipava - Ajdovščina - Selo (en) - Rožna Dolina (en) - Italie                                                                                            | 48,6 km  | De 1998 à 1999 : entre Selo (en) et l'Italie. De 1999 à 2001 : entre Ajdovščina et l'Italie. De 2001 à 2010 : de Podnanos (en) à l'Italie,. Les sections entre Razdrto et Selo sont des anciennes sections de la route nationale , déclassée par étapes entre 1999 et 2010.                                                          |
|        | Senožece (en) - E 61 - Štorje (en) - E 61 - Sežana E 61 | 17,1 km  | |
|        | Sežana - Divača | 9,7 km   | |
|        | Medlog (en) - Arja Vas (en) - Žalec - Locica ob Savinji (en) - Šentrupert - E 57 - Locica pri Vranskem (en) - E 57 - Trojane - Blagovica - E 57 - Kompolje (en) - Domžale - Trzin | 59,5 km  | De 1998 à 2002 : de Medlog (en) à Locica ob Savinji (en). De 2002 à 2003 : de Medlog à Trojane et de Kompolje (en) à Trzin. De 2003 à 2005 : de Medlog à Trojane et de Blagovica à Trzin. Les sections entre Locica ob Savinji et Trzin sont des anciennes sections de la route nationale , déclassée par étapes entre 2002 et 2005. |
|        | Breza (en) E 70 - Trebnje - Gorenje Ponikve - Novo Mesto E 70 - Dobrava pri Škocjanu (en)                                                                                         | 45,6 km  | Classée en 2007. |
|        | Pesnica E 57 E 59 - E 653 - Lenart - Benedikt - Podgrad - Gornja Radgona | 33,8 km  | Classée en 2009. Anciennement numérotée . |
|        | Hoce - Rogoza (en) E 57 E 59 - E 59 | 4,5 km   | Classée en 2000. |
|        | Arja Vas (en) E 57 - Žalec | 2,1 km   | Classée en 2005. |
|        | Hrušica E 61 - Jesenice - Slovenski Javornik (en) - Žirovnica - Vrba (en) - Lesce (en) E 61 - Radovljica E 61 - Crnivec (en) E 61                                                 | 23,8 km  | Classée en 2009. Anciennement numérotée entre Hrušica et Vrba (en) et entre Vrba et Crnivec (en). |
|        | |          | |
|        | Miklavž na Dravskem polju E 57 E 59 - Hajdina E 59 | 21,3 km  | Classée en 2010. |

### Routes régionales de3eclasse
| Numéro                                                   | Parcours                                                                                                  | Longueur         | Notes                                                                       |
| -------------------------------------------------------- | --- | ---------------- | --------------------------------------------------------------------------- |
|                                                          | Borjana (en) - Italie                                                                                     | 9,7 km           |                                                                             |
|                                                          | Staro Selo - Italie                                                                                       | 16,7 km          |                                                                             |
|                                                          | Most na Soci (en) -                                                                                       | 4,3 km           |                                                                             |
|                                                          | Rocinj (en) - Kambreško (en) - Lig (en)                                                                   | 10 km            |                                                                             |
|                                                          | Kambreško (en) - Livek (en)                                                                               | 19,9 km          |                                                                             |
|                                                          | Kanal - Lig (en) - Neblo (en)                                                                             | 35,4 km          |                                                                             |
|                                                          | - Grgar (en) - Cepovan (en)                                                                               | 14,1 km          |                                                                             |
|                                                          | Solkan - Lokve (en) - Cepovan (en) - Dolenja Trebuša (en)                                                 | 35,7 km          |                                                                             |
|                                                          | Ajdovščina - Lokve (en) Cepovan (en) - Most na Soci (en)                                                  | 37,8 km          |                                                                             |
|                                                          | Dolenja Trebuša (en) - Spodnja Idrija (en) - Žiri                                                         | 32,5 km          |                                                                             |
|                                                          | Dornberk - Selo (en)                                                                                      | 5,2 km           |                                                                             |
|                                                          | Plave (en) - Gonjace (en)                                                                                 | 6,2 km           |                                                                             |
|                                                          | Ajševica (en) - Nova Gorica                                                                               | 4 km             |                                                                             |
|                                                          | Šempeter pri Gorici - Bilje (en) - Miren - Kostanjevica na Krasu - Komen - Štanjel Kobdilj - Vipava       | 48,8 km          |                                                                             |
|                                                          | - Volcja Draga (en) - Bilje (en)                                                                          | 12 km            |                                                                             |
|                                                          | Gorjansko (en) - Italie                                                                                   | 10,1 km          |                                                                             |
|                                                          | Komen - Gorjansko (en) - Italie (SP 6)                                                                    | 6,2 km           |                                                                             |
|                                                          | Branik - Komen - Dutovlje                                                                                 | 18,2 km          |                                                                             |
|                                                          | Dutovlje - Italie                                                                                         | 5,4 km           |                                                                             |
|                                                          | Štorje (en) - Štanjel                                                                                     | 11,2 km          |                                                                             |
|                                                          | Kalce (en) - Col (en)                                                                                     | 19,9 km          |                                                                             |
|                                                          | Gorice pri Famljah (en) - Kal (en)                                                                        | 16,3 km          |                                                                             |
|                                                          | Kastelec (en) - Croatie                                                                                   | 10,9 km          |                                                                             |
|                                                          | Predloka - Croatie                                                                                        | 15,5 km          |                                                                             |
|                                                          | Bertoki (en) - Gracišce (en)                                                                              | 14,2 km          |                                                                             |
|                                                          | Gracišce (en) - Croatie                                                                                   | 8,5 km           |                                                                             |
|                                                          | Crni Kal - Italie                                                                                         | 4,2 km           |                                                                             |
|                                                          | Secovlje (en) - Dragonja (en) E 751                                                                       | 3 km             |                                                                             |
|                                                          | - Piran                                                                                                   | 2,4 km           |                                                                             |
|                                                          | Prem (en) - Obrov E 61 - Golac (en) - Croatie                                                             | 27,2 km          |                                                                             |
|                                                          | Starod (en) E 61 - Croatie                                                                                | 3,1 km           |                                                                             |
|                                                          | Ilirska Bistrica - Novokracine (en) - Jelšane (en)                                                        | 21,1 km          |                                                                             |
|                                                          | Bitnje (en) - Lac de Bohinj                                                                               | 8,7 km           |                                                                             |
|                                                          | Slovenski Javornik (en) - Lipce (en) E 61 - Spodnje Gorje (en) - Bled                                     | 11,7 km          |                                                                             |
|                                                          | Lesce (en) - Radovljica - Lipnica (en) - Rudno (en) - Železniki                                           | 27,5 km          |                                                                             |
|                                                          | Lipnica (en) - Gobovce (en) - E 652 - Zvirce (en) E 652                                                   | 8,5 km           |                                                                             |
|                                                          | Hrušica E 61 - Jesenice - Slovenski Javornik (en) - Žirovnica - Vrba (en)                                 |                  | Renumérotée en 2009.                                                        |
|                                                          | Žirovnica - Bistrica pri Tržicu (en) E 652                                                                | 16,7 km          |                                                                             |
|                                                          | Ljubljana - Vodice - Spodnji Brnik (en) - Cerklje na Gorenjskem - Grad (en)                               | 20,5 km          |                                                                             |
|                                                          | Rakek - Logatec                                                                                           | 14 km            |                                                                             |
|                                                          | - Brezovica pri Ljubljani                                                                                 | 23,5 km          |                                                                             |
|                                                          | Vrhnika - Borovnica - - Podpec (en) - Staje (en) - Ig - Ljubljana E 70                                    | 33,9 km          |                                                                             |
|                                                          | Podpec (en) - Rakitna (en) - Cerknica                                                                     | 29,4 km          |                                                                             |
|                                                          | Ljubljana - E 57 - Domžale - Kamnik                                                                       | 16,2 km          |                                                                             |
|                                                          | Ljubljana E 57 - Šmartno pri Litiji                                                                       | 29,1 km          |                                                                             |
|                                                          | Škofljica - Grosuplje - Ivancna Gorica E 70 - Grm (en) - Pluska (en)                                      | 22,7 km          |                                                                             |
|                                                          | E 70 - Grosuplje - Veliko Mlacevo (en) - Gabrovcec (en)                                                   | 38,1 km          |                                                                             |
| Veliko Mlacevo (en) - Videm (en) - Rašica (en)           | | 38,1 km          |                                                                             |
|                                                          | Videm (en) - Žvirce (en) - Smuka (en)                                                                     | 25,1 km          |                                                                             |
|                                                          | Fužina (en) - Ambrus (en) - Žvirce (en)                                                                   | 11 km            |                                                                             |
|                                                          | Žužemberk - Pluska (en) - Štefan pri Trebnjem (en) - Trebnje                                              | 13,8 km          |                                                                             |
|                                                          | Trebnje - Gorenje Ponikve - Novo Mesto                                                                    | 19,7 km          |                                                                             |
| Dolenje Kamenje (en) E 70 - Novo Mesto                   | | 19,7 km          |                                                                             |
|                                                          | Moravce pri Gabrovki (en) - Štefan pri Trebnjem (en)                                                      | 16,1 km          |                                                                             |
|                                                          | Sodražica - Hrib–Loški Potok (en) - Draga (en) - Croatie                                                  | 30 km            |                                                                             |
|                                                          | Štalcerji (en) - Kocevska Reka (en)                                                                       | 5,8 km           |                                                                             |
|                                                          | Dolenja Vas (Ribnica) (en) - Kocevska Reka (en)                                                           | 16,5 km          |                                                                             |
|                                                          | Kocevska Reka (en) - Osilnica                                                                             | 20,2 km          |                                                                             |
|                                                          | Petrina (en) - Osilnica - Croatie                                                                         | 20,8 km          |                                                                             |
|                                                          | Doblice (en) - Stari Trg ob Kolpi (en) - Brezovica pri Predgradu (en)                                     | 19,5 km          |                                                                             |
|                                                          | Stari Trg ob Kolpi (en) - Kot ob Kolpi (en) - Croatie                                                     | 4,4 km           |                                                                             |
|                                                          | Črnomelj - Dolenjci (en) - Žunici (en) - Croatie                                                          | 19,2 km          |                                                                             |
|                                                          | Autriche - Metlika                                                                                        | 9,3 km           |                                                                             |
|                                                          | Metlika - Croatie                                                                                         | 8,1 km           |                                                                             |
|                                                          | Bušinja Vas (en) - Croatie                                                                                | 8,1 km           |                                                                             |
|                                                          | Semic - Novo Mesto                                                                                        | 22,2 km          |                                                                             |
|                                                          | Ljubež v Lazih (en) - Sopota (en) - Radeče                                                                | 28 km            |                                                                             |
|                                                          | Sopota (en) -                                                                                             | 10,4 km          |                                                                             |
|                                                          | Zbure (en) - Dolenje Kronovo (en)                                                                         | 6,7 km           |                                                                             |
|                                                          | Gabrje (en) - Ratež (en)                                                                                  | 5,6 km           |                                                                             |
|                                                          | Dobruška Vas (en) E 70 - Šentjernej                                                                       |                  | Renumérotée en 2009.                                                        |
|                                                          | Bizeljsko (en) - Croatie                                                                                  | 5,3 km           |                                                                             |
|                                                          | Brod v Podbocju (en) - Croatie                                                                            | 13,9 km          |                                                                             |
|                                                          | - Zavratec (en) - Smednik (en) E 70 - Kostanjevica na Krki                                                | 23,3 km          |                                                                             |
|                                                          | Drnovo (en) E 70 - Brod v Podbocju (en)                                                                   | 5,7 km           |                                                                             |
|                                                          | Zavratec (en) - Škocjan                                                                                   | 10,5 km          |                                                                             |
|                                                          | Catež ob Savi (en) E 70 - Obrežje (en) E 70 - Croatie                                                     | 10,2 km          |                                                                             |
|                                                          | Spodnja Pohanca (en) - Croatie                                                                            | 13,7 km          |                                                                             |
|                                                          | Croatie - Krško                                                                                           | 23,4 km          |                                                                             |
|                                                          | - Croatie                                                                                                 | 0,8 km           |                                                                             |
|                                                          | Obrežje (en) - Breg (en) - Sevnica - Brestanica (en)                                                      | 27,5 km          |                                                                             |
|                                                          | Rimske Toplice (en) - Jurklošter (en) -                                                                   | 21,5 km          |                                                                             |
|                                                          | Laško - Šentjur                                                                                           | 21,4 km          |                                                                             |
|                                                          | - Loke pri Planini (en) -                                                                                 | 10,1 km          |                                                                             |
|                                                          | Lesicno (en) - Golobinjek ob Sotli (en) Imeno (en) - Croatie                                              | 11,3 km          |                                                                             |
|                                                          | Prelasko (en) - Kozje                                                                                     | 7,4 km           |                                                                             |
|                                                          | Tekacevo (en) - Rogaška Slatina - Croatie                                                                 | 5,9 km           |                                                                             |
|                                                          | Tepanje (en) - E 57 - Žice (en) - Dramlje (en) E 57                                                       | 18 km            |                                                                             |
|                                                          | Dole (en) - Loce (en)                                                                                     | 14,1 km          |                                                                             |
|                                                          | Slovenske Konjice - Žice (en) - Loce (en) - Poljčane - Majšperk                                           | 31 km            |                                                                             |
|                                                          | Dežno pri Podlehniku (en) E 59 - Rogatec                                                                  | 19 km            |                                                                             |
|                                                          | Majšperk - Jurovci (en) E 59 - Croatie                                                                    | 28,6 km          |                                                                             |
|                                                          | Zavrc - Croatie                                                                                           | 7,3 km           |                                                                             |
|                                                          | - Cirkulane - Croatie                                                                                     | 7,7 km           |                                                                             |
|                                                          | Nova Cerkev (en) - Vitanje                                                                                | 10,3 km          |                                                                             |
|                                                          | Velenje - Polzela - E 57 - Šempeter v Savinjski Dolini                                                    | 15,4 km          |                                                                             |
|                                                          | Polzela - Recica ob Paki (en)                                                                             | 8,8 km           |                                                                             |
|                                                          | Velenje - Šmiklavž (en)                                                                                   | 27,7 km          |                                                                             |
| Slovenj Gradec - Šmiklavž (en) - Mislinjska Dobrava (en) | | 27,7 km          |                                                                             |
|                                                          | Prihova (en) - Nazarje - Gornji Grad                                                                      | 14 km            |                                                                             |
|                                                          | Mežica - Autriche                                                                                         | 2,7 km           |                                                                             |
|                                                          | Dravograd - Autriche                                                                                      | 8,7 km           |                                                                             |
|                                                          | Slovenske Konjice - Oplotnica - Spodnja Ložnica (en)                                                      | 16 km            |                                                                             |
|                                                          | - Lovrenc na Pohorju - Zrece - Zece (en)                                                                  | 39,8 km          |                                                                             |
|                                                          | Dravograd - Vuzenica - Vuhred (en)                                                                        | 21,2 km          |                                                                             |
|                                                          | Muta - Autriche                                                                                           | 8,8 km           |                                                                             |
|                                                          | Radlje ob Dravi - Vuhred (en) - Podvelka - Brezno (en)                                                    | 22,4 km          |                                                                             |
|                                                          | Ruše - Pušcava (en)                                                                                       | 10,1 km          |                                                                             |
|                                                          | Ožbalt (en) - Autriche                                                                                    | 16,6 km          |                                                                             |
|                                                          | Spodnja Selnica (en) - Autriche                                                                           | 13,3 km          |                                                                             |
|                                                          | Zgornja Kungota (en) - Autriche                                                                           | 5,5 km           |                                                                             |
|                                                          | Maribor - Malecnik (en) - Ložane                                                                          | 8,4 km           |                                                                             |
|                                                          | Maribor - Ptuj - Hajdina - Draženci (en)                                                                  | 30,9 km          |                                                                             |
|                                                          | Fram (en) - E 57 - Race - Kidričevo                                                                       | 13,8 km          |                                                                             |
|                                                          | Žihlava (en) - Gabrnik (en) - Ptuj                                                                        | 21,2 km          |                                                                             |
|                                                          | Ljutomer - Sveti Tomaž - Dornava - Ptuj                                                                   | 31,2 km          |                                                                             |
|                                                          | Sveti Jurij ob Šcavnici - E 653 - Grabonoš (en) - Spodnji Ivanjci (en) - Gornja Radgona                   | 14,6 km          |                                                                             |
|                                                          | Murska Sobota - Lemerje (en) - Skakovci (en)                                                              | 14,2 km          |                                                                             |
|                                                          | Lemerje (en) - Grad - Kuzma                                                                               | 17,3 km          |                                                                             |
|                                                          | Cankova - Autriche                                                                                        | 6,8 km           |                                                                             |
| Cankova - Korovci (en) - Gerlinci (en)                   | | 6,8 km           |                                                                             |
| Korovci (en) - Autriche                                  | | 6,8 km           |                                                                             |
| Gerlinci (en) - Autriche                                 | | 6,8 km           |                                                                             |
|                                                          | Pertoca (en) - Fikšinci (en) - Autriche                                                                   | 5,7 km           |                                                                             |
|                                                          | Rogašovci - Autriche                                                                                      | 3,6 km           |                                                                             |
|                                                          | - Autriche                                                                                                | 2,2 km           |                                                                             |
|                                                          | Gornji Petrovci - Martinje (en) - Kuzma - Sotina (en)                                                     | 19,7 km          |                                                                             |
|                                                          | Autriche - Martinje (en)                                                                                  | 0,3 km           |                                                                             |
|                                                          | Šalovci - Hongrie                                                                                         | 9,2 km           |                                                                             |
|                                                          | Hodoš - Prosenjakovci (en) - Kobilje                                                                      | 22,9 km          |                                                                             |
|                                                          | Martjanci (en) - Prosenjakovci (en) - Hongrie                                                             | 15,3 km          |                                                                             |
|                                                          | Renkovci (en) - Turnišče - E 653 - Gomilica (en) - Črenšovci - Razkrižje Strocja Vas (en) - Pavlovci (en) | 27,7 km          |                                                                             |
|                                                          | Razkrižje - Croatie                                                                                       | 0,5 km           |                                                                             |
|                                                          | Škofljica - Ig Staje (en) - Rakitna (en)                                                                  | 24,8 km          |                                                                             |
|                                                          | Hotiza (en) - Gomilica (en) - Beltinci                                                                    | 12,1 km          | Classée en 1999.                                                            |
|                                                          | Žice (en) - Sveta Ana v Slovenskih Goricah - Dražen Vrh (en)                                              | 8,1 km           | Classée en 1999.                                                            |
|                                                          | Polzela - Parižlje (en) - Braslovce - Male Braslovce (en)                                                 | 3,9 km           | Classée en 1999.                                                            |
|                                                          | Pondor (en) - Tabor - Ojstriška Vas (en) - Kapla (en)                                                     | 4 km             | Classée en 1999.                                                            |
|                                                          | Vavta Vas (en) - Podturn pri Dolenjskih Toplicah (en)                                                     | 6,3 km           | Classée en 1999.                                                            |
|                                                          | Cerkvenjak - Gabrnik (en)                                                                                 | 12,1 km          | Classée en 1999.                                                            |
|                                                          | Muta - Vuzenica                                                                                           | 0,4 km           | Classée en 1999.                                                            |
|                                                          | |                  |                                                                             |
|                                                          | Race - Šikole (en)                                                                                        | 5,8 km           | Classée en 2000.                                                            |
|                                                          | Tržišce (en) - Hotemež                                                                                    | 14,5 km          | Classée en 2000.                                                            |
|                                                          | Janežovski Vrh - Destrnik - Gomilci (en)                                                                  | 3,6 km           | Classée en 2003.                                                            |
|                                                          | - Murska Sobota                                                                                           | 2,8 km           | Classée en 2002. Anciennement numérotée .                                   |
|                                                          | - Spodnje Škofije (en) - Dekani (en) -                                                                    | 3,7 km           | Classée en 2005. Entre septembre et décembre 2005 : de Dekani (en) à Koper. |
|                                                          | Podpec (en) - Brezovica pri Ljubljani                                                                     | 6,9 km           | Classée en 2005.                                                            |
|                                                          | |                  |                                                                             |
|                                                          | Štore - Laško                                                                                             | 16,8 km          | Classée en 2005.                                                            |
|                                                          | Janežovci (en) - Spodnji Duplek (en)                                                                      | 16,7 km          | Classée en 2006.                                                            |
|                                                          | Stari Trg pri Ložu (en) - Hrib–Loški Potok (en)                                                           | 11,9 km          | Classée en 2006.                                                            |
|                                                          | Lenart - Spodnji Ivanjci (en)                                                                             | 12,8 km          | Classée en 2007.                                                            |
|                                                          | Velike Lašče - Nova Vas                                                                                   | 18,1 km          | Classée en 2006.                                                            |
|                                                          | Vosek (en) - Lenart                                                                                       | 15,8 km          | Classée en 2007.                                                            |
|                                                          | Slovenska Vas (en) - Šentrupert                                                                           | 2,2 km           | Classée en 2007.                                                            |
|                                                          | Nizka (en) - Rečica ob Savinji                                                                            | 0,8 km           | Classée en 2007.                                                            |
|                                                          | Arclin (en) - Ljubecna (en) - Leskovec (en) E 57 - Bukovžlak (en) - Teharje (en)                          | 8 km             | Classée en 2007.                                                            |
|                                                          | Volce (en) -                                                                                              | 9,1 km           |                                                                             |
|                                                          | Koper - Izola                                                                                             | 5 km             | Classée en mai 2015. Déclassée en juin 2015. Anciennement numérotée .       |
| Planina (en) - Unec E 61                                 | 4,4 km | Classée en 2016. |                                                                             |

### Routes régionales touristiques
| Numéro | Parcours                                                     | Longueur | Notes                               |
| ------ | ------------------------------------------------------------ | -------- | ----------------------------------- |
|        | Ratece (en) - Planica                                        | 2 km     |                                     |
|        | Strmec na Predelu (en) - Mangart                             | 11,7 km  |                                     |
|        | Idrsko (en) - Livek (en) - Italie                            | 7 km     |                                     |
|        | Lac de Bohinj - Ukanc (en) - Savica (en)                     | 8,2 km   |                                     |
|        | Spodnje Gorje (en) - Krnica (en) - Jereka (en)               | 27,7 km  |                                     |
|        | - Goreljek (en) - Rudno Polje                                | 6,1 km   |                                     |
|        | Krnica (en) - Mojstrana - Dovje                              | 18,2 km  |                                     |
|        | - Mojstrana - Vrata                                          | 11,6 km  |                                     |
|        | Bohinjska Bistrica - Zgornja Sorica (en) - Petrovo Brdo (en) | 21,9 km  |                                     |
|        | Zgornja Sorica (en) -                                        | 5,3 km   |                                     |
|        | Rudno (en) -                                                 | 19,3 km  |                                     |
|        | Zali Log (en) - Cerkno                                       | 21,7 km  |                                     |
|        | Postojna - Bukovje (en)                                      | 10,3 km  |                                     |
|        | Postojna - Podskrajnik                                       | 11,2 km  |                                     |
|        | Ilirska Bistrica - Pudob                                     | 49,4 km  |                                     |
|        | Borovec pri Kocevski Reki (en) - Draga (en)                  | 17,2 km  |                                     |
|        | Kočevje - Podturn pri Dolenjskih Toplicah (en)               | 31,8 km  |                                     |
|        | Kot ob Kolpi (en) - Fara (en)                                | 23,4 km  |                                     |
|        | Podzemelj (en) - Dolenjci (en) Žunici (en) - Vinica (en) -   | 40 km    |                                     |
|        | Gabrje (en) - Trdinov vrh                                    | 11,4 km  |                                     |
|        | Kandrše (en) - Spodnji Hotic (en)                            | 7,6 km   |                                     |
|        | Grad (en) - Krvavec                                          | 2,5 km   |                                     |
|        | Stahovica (en) - Kamniška Bistrica                           | 8,2 km   |                                     |
|        | Podlom (en) - Luče                                           | 16 km    |                                     |
|        |                                                              |          |                                     |
|        | Solcava - Podolševa (en) - Črna na Koroškem                  | 24,3 km  |                                     |
|        | - Podolševa (en)                                             | 10,3 km  |                                     |
|        | Mozirje - Golte                                              | 4,4 km   |                                     |
|        | Spodnje Hoce (en) - Lukanja (en)                             | 42,4 km  |                                     |
|        | - Lukanja (en) - Oplotnica                                   | 18,8 km  |                                     |
|        | Ribnica na Pohorju - Ribniška koca (en)                      | 9,7 km   |                                     |
|        | Slovenj Gradec - Razborca (en)                               | 15,4 km  |                                     |
|        | Breg (en) - Jurklošter (en)                                  | 12,2 km  |                                     |
|        | Sežana - Lokev                                               | 7,6 km   |                                     |
|        | Fram (en) - Frajhajm (en)                                    | 13,9 km  |                                     |
|        | Col (en) - Predmeja (en)                                     | 14,5 km  | Classée en 2000.                    |
|        | Bresternica (en) - Grušena (en)                              | 14,2 km  | Classée en 2000.                    |
|        | Crmošnjice (en) - Komarna Vas (en)                           | 6,3 km   | Classée en 2000.                    |
|        | Hrib (en) - Preddvor                                         |          | Classée en 2006. Déclassée en 2009. |
|        | - Matavun (en) - Harije (en)                                 | 35 km    | Classée en 2007.                    |
|        | Grabonoš (en) - Radenci                                      | 7,4 km   | Classée en 2007.                    |